# Calvaire de Pontaubert
Le calvaire de Pontaubert est un calvaire situé à Pontaubert, en France.

## Présentation
Le calvaire est situé dans le département français de l'Yonne, sur la commune de Pontaubert. L'édifice est inscrit au titre des monuments historiques en 1945.

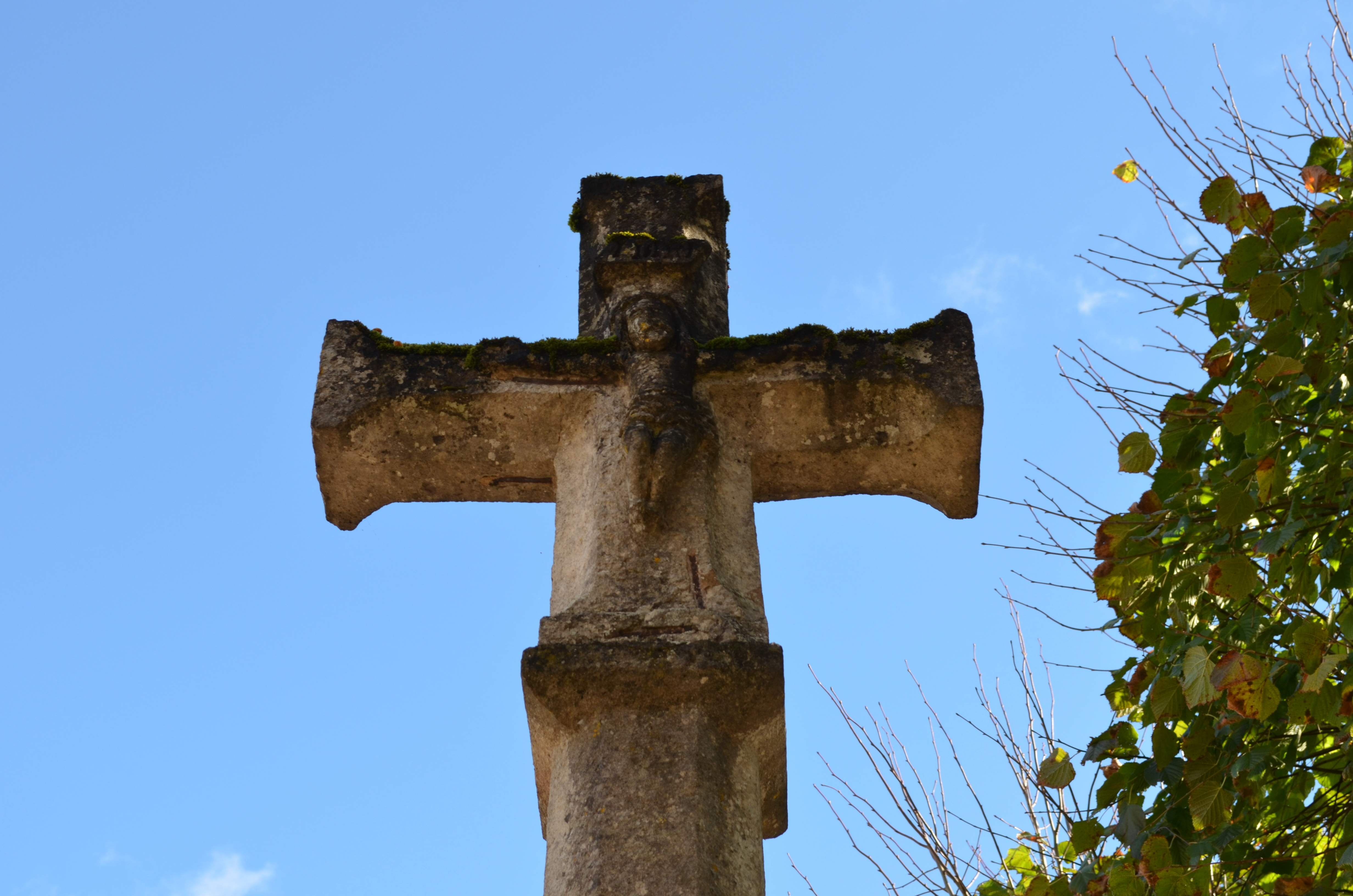
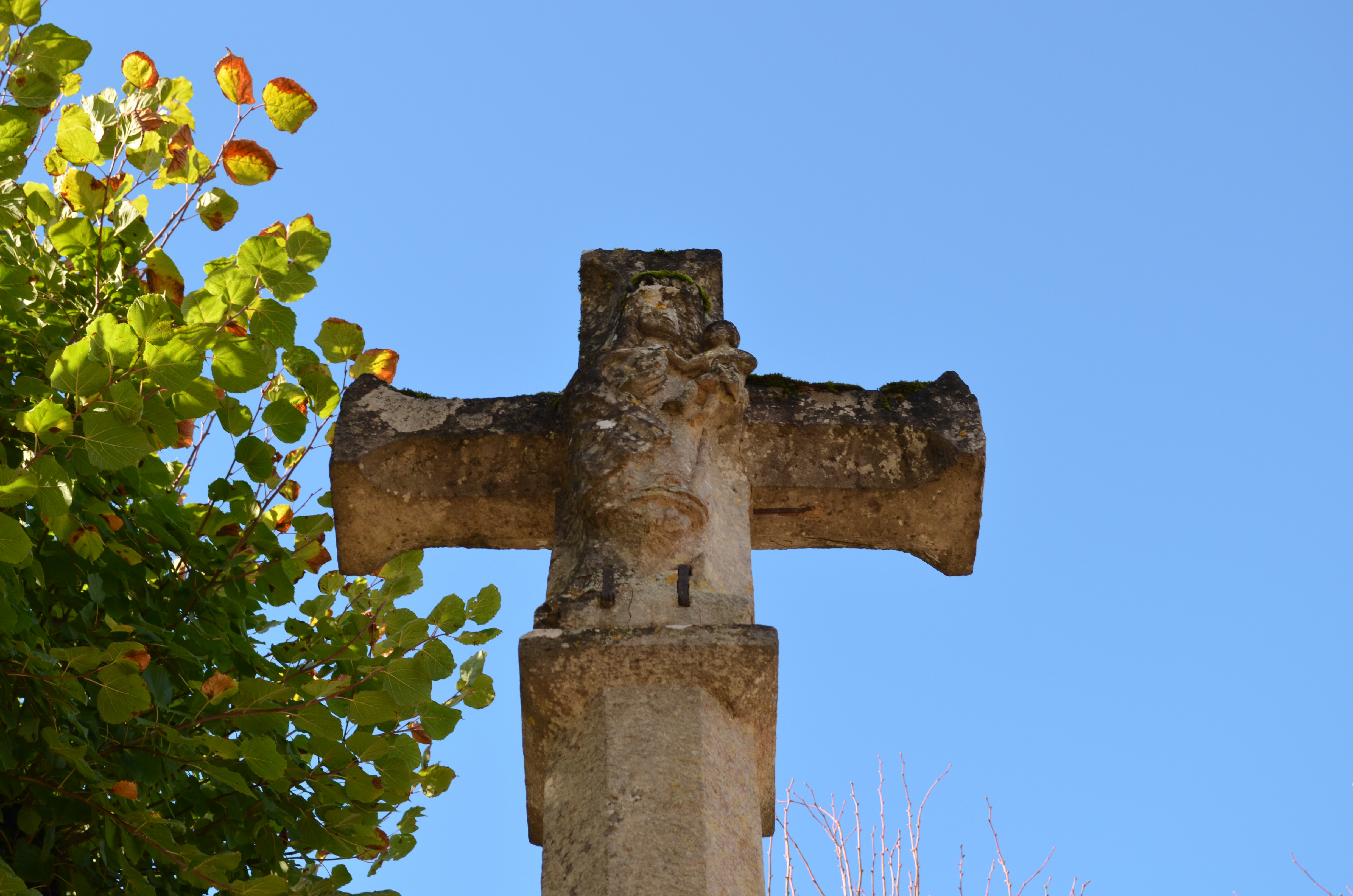